# Muxbalia monzoni
Muxbalia monzoni là một loài bọ cánh cứng trong họ Cerambycidae.